# الوقعة (حزم العدين)

تعديل مصدري - تعديل

الوقعة هي إحدى قرى عزلة السيدم بمديرية حزم العدين التابعة لمحافظة إب، بلغ تعداد سكانها 1226 نسمة حسب تعداد اليمن لعام 2004.